# 加爾茨湖
54°18′27″N 13°20′47″E / 54.30750°N 13.34639°E
加爾茨湖（德語：Garzer See），是德國的鹹水湖，位於該國東北部，由梅克倫堡-前波美拉尼亞州負責管轄，處於前波美拉尼亞-呂根縣，長1公里、寬0.2公里，面積0.14平方公里，最大水深2.6米，湖岸線長度2.2公里。